# 半刻面立方體
在幾何學中，半刻面立方體（英語：Hemi facetted cube）是一種非凸多面體，由立方體刻面而成，換句話說即不更動立方體的頂點，將立方體的面替換為對角面構成，並補上適當的表面之面，使立體成為封閉的多面體。由於半刻面立方體有部分的面幾何中心落在整個立體的幾何中心上，因此其又可以歸類為半多面體，也因此這個多面體的對偶多面體的頂點會落在無窮遠處，即無窮实射影平面上的點。特別地，這個多面體的五複合體的對偶多面體是一種星形二十面體，但由於其頂點落在無窮实射影平面而並未收錄於《五十九種二十面體》中，因此被描述為「遺失的星形二十面體」。

## 性質
半刻面立方體由12個面、24條邊和8個頂點組成，其中6個面為立方體的對角面，6個面為立方體原始的面轉為折四邊形的結果。

### 頂點座標
由於半刻面立方體是立方體刻面後所形成的，因此其頂點座標跟立方體相同，为
(±1, ±1, ±1)
的全排列。

### 面的組成
半刻面立方體由6個長方形面和6個折四邊形面組成。其中6個長方形面來自原像立方體的對角面：
這種形狀的面正好沿著立方體的三個軸向排列，每個軸向各有2個這種面。而這種面構建完畢後立體尚未封閉，這時需要6個折四邊形將其封閉。
特別地，折四邊形封閉立方體有兩種方式，因此這個立體存在手性鏡像。

### 對偶多面體

半刻面立方體的對偶多面體

半刻面立方體有部分的面通過整個立體的幾何中心，因此這個多面體之對偶多面體的頂點會落在無窮遠處，即無窮实射影平面上。溫尼爾在其著作《對偶模型》以無限高的柱體組合來具象化這類立體。半刻面立方體的對偶多面體可以視為由6個無限高的菱形柱體組合而成。一般而言，這些柱體應當只在單一方向上延伸至無窮遠處，然而這樣的結構無法在整體的幾何對稱性上保持一致，因此這個立體的無限高柱體需向兩個方向無限延伸使其幾何對稱性在整體上維持一致。

## 五複合半刻面立方體
五複合半刻面立方體是由半刻面立方體通過立方體合成五複合立方體的方式組成的幾何結構。其也可以視為是正十二面體的刻面多面體。

### 構成方式
由半刻面立方體建構五複合半刻面立方體的方式，與由立方體構造成五複合立方體的方式一樣。即可透過將一個半刻面立方體以原點為中心、面向軸的第一個半刻面立方體開始構造，其餘的半刻面立方體則透過軸{\displaystyle (1,\phi ,0)}旋轉{\displaystyle -{\frac {2n\pi }{5}}}弧度來構造，並依這加入順序決定角度值中的n，例如第二個半刻面立方體對應n=1、第三個半刻面立方體對應n=2，以此類推。

### 與五複合立方體的關聯
| 五複合半刻面立方體 | 五複合立方體 | 五複合半刻面立方體的旋轉模型 |

### 五複合半刻面立方體的對偶多面體
由於五複合半刻面立方體有部分面幾何中心落在整個立體的幾何中心上，因此其對偶多面體的頂點會落在無窮遠處，即無窮实射影平面上的點。為了具像化這種立體，溫尼爾在著作《對偶模型》中將其描述為由無限高的柱體組合構成的立體。特別地，這個多面體是一種星形多面體，但由於其頂點落在無窮实射影平面而並未收錄於《五十九種二十面體》中，因此被描述為「遺失的星形二十面體」。
| 五複合半刻面立方體的對偶多面體 | 完全星形二十面體 | 五複合半刻面立方體 | 五複合半刻面立方體（黃色）與五複合半刻面立方體的對偶多面體（藍色）的複合體 |

作為星形多面體
五複合半刻面立方體的對偶多面體可以看作是一種正二十面體的星形多面體，其在杜瓦記號中可以用hj2表示。
| 星狀圖 | 星形 | 星狀核     | 凸包           |
| ------ | ---- | ---------- | -------------- |
|        |      | 正二十面體 | （無法具象化） |

## 相關多面體
其他由立方體的頂點構成，但邊或面連結方式與立方體相異的立體有：
- 半刻面立方體：面互相相交，部分面過幾何中心。[1]
- 星形八面體：面同樣互相相交，但不會過其幾何中心。[1]
- 皮特里立方體：面換成立方體的皮特里多邊形。[11]

| 立方體 | 半刻面立方體 | 星形八面體 | 皮特里立方體 |

這個立體為柏拉圖立體半刻面後而成，其他也由柏拉圖立體半刻面而成的立體有：
| 正四面體               | 立方體       | 正八面體     |
| （無「半刻面」的結果） | 半刻面立方體 | 半刻面八面體 |

### 皮特里立方體
皮特里立方體是立方體的皮特里對偶，可以透過將原有立方體上取皮特里多邊形構成，換句話說，皮特里立方體為由立方體的皮特里多邊形構成的立體。由於立方體的皮特里多邊形為扭歪六邊形，因此無法確立其封閉範圍，故無法計算其表面積和體積。
皮特里立方體是一個可定向且歐拉示性數為零的幾何結構。皮特里立方體共有4個面、12條邊和8個頂點。其中面由4個扭歪六邊形面組成，每個頂點都是3個扭歪六邊形的公共頂點。
| 立方體的皮特里多邊形 | 構成皮特里立方體的扭歪六邊形面 |

皮特里立方體與立方體互為皮特里對偶，也就是說，皮特里立方體的皮特里對偶為立方體，換句話說，即皮特里立方體的皮特里多邊形為正方形。皮特里立方體可以截半為八面半八面體。
| 皮特里立方體 | 以正則地區圖表示的皮特里立方體 | 皮特里立方體的對偶多面體以正則地區圖表示 |

皮特里立方體的對偶多面體可以透過截半變換轉變成八面半八面體。